# آسمان‌نمای ادلر

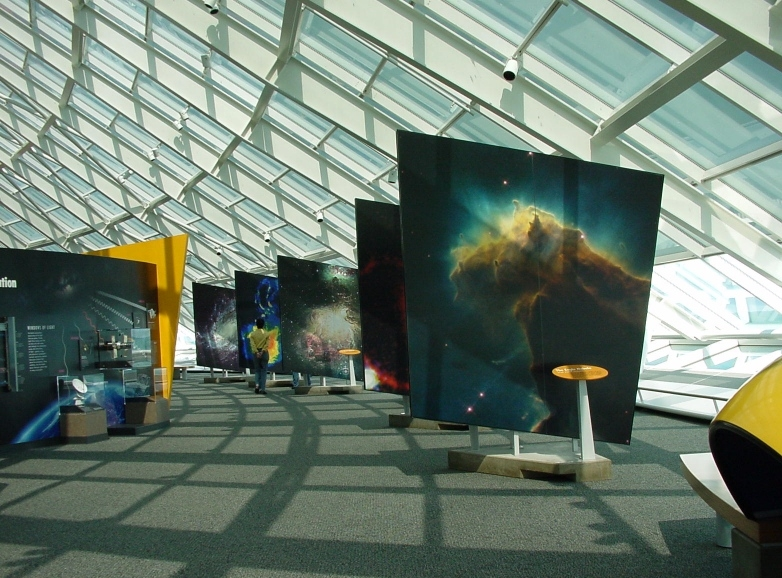

آسمان‌نمای ادلر (به انگلیسی: Adler Planetarium) یک آسمان‌نما است که از سال ۱۹۳۰ در شهر شیکاگو آغاز به‌کار کرد و تا به امروز در حال فعالیت است.
این آسمان‌نما کهنترین آسمان نمای نیمکره غرب است.

## در سیاست
در جریان مباحثات انتخابات ریاست‌جمهوری ایالات متحده آمریکا (۲۰۰۸) بین جان مک کین و باراک اوباما برای احراز مقام رئیس جمهور ایالات متحده آمریکا که در نشویل رخ داد، مک کین باراک اوباما را بخاطر خرج کردن بودجه دولتی برای کمک به آسمان نمای ادلر مورد حمله قرار داد. باراک اوباما سناتور ایالت ایلینوی است. مک کین کمک مالی به این مرکز را نمونه‌ای از اسراف در خرج‌های دولتی دانست. آسمان‌نمای ادلر روز بعد با انتشار یک بیانیه ادعاهای سناتور مک کین را اشتباه خوانده و نوشت «سواد علمی یک موضوع حاد در آمریکا است». میهمانان آسمان‌نمای ادلر می‌توانند از دسترسی نامحدود به موزه، فعالیت‌های موضوعی، نمایش‌های آسمان، و منظره‌ای از خط افق شیکاگو لذت ببرند.

## نگارخانه

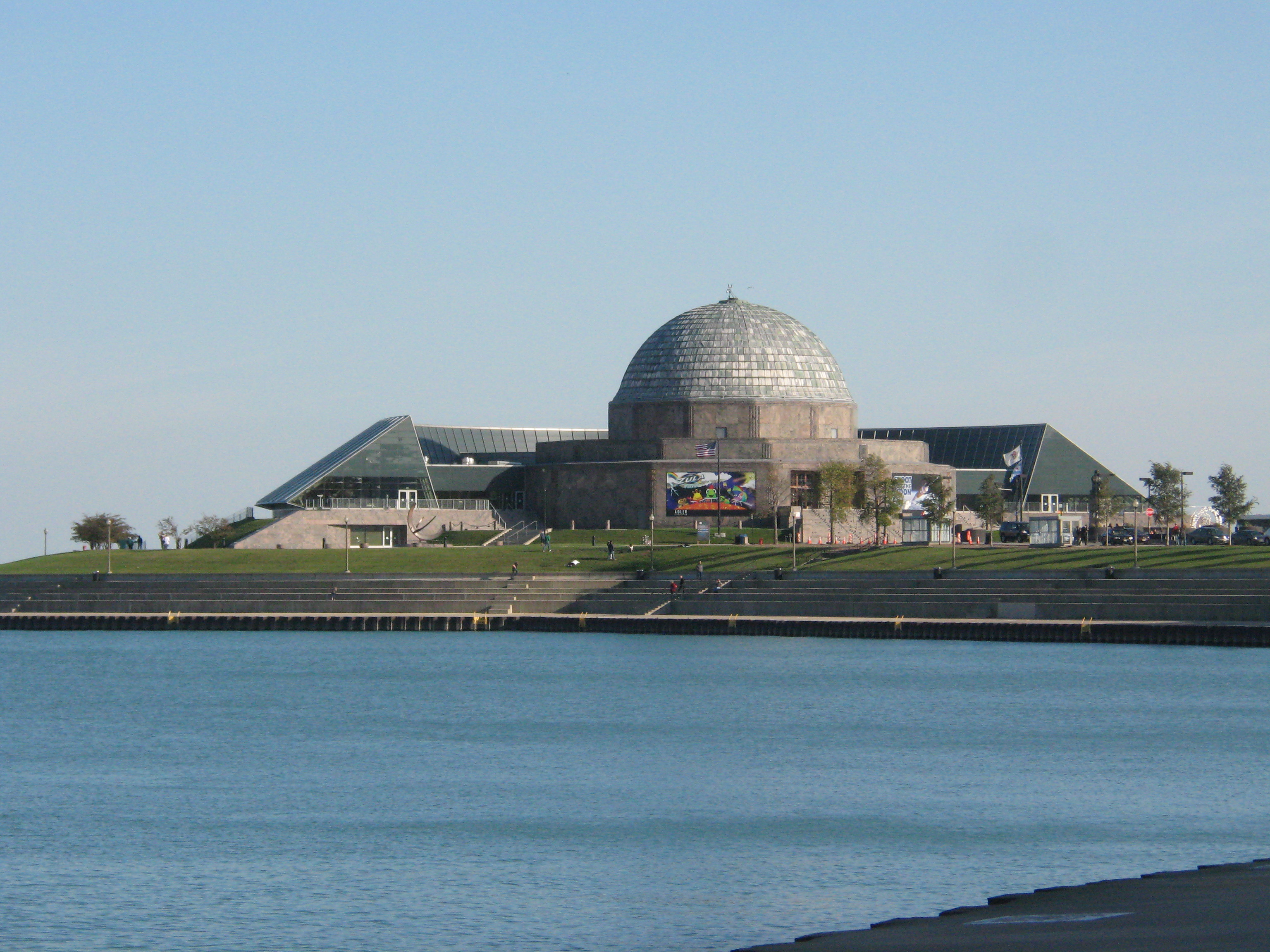
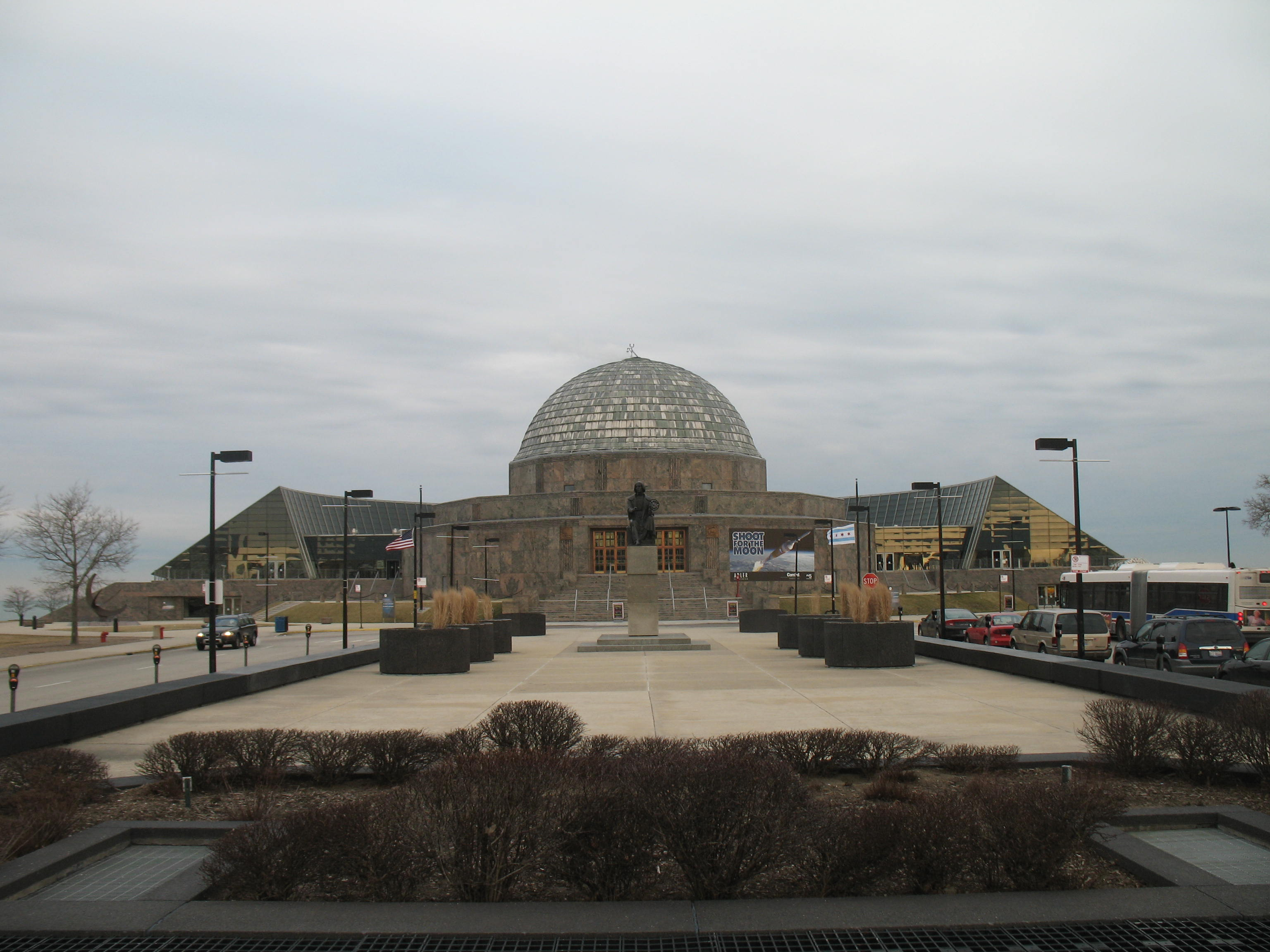
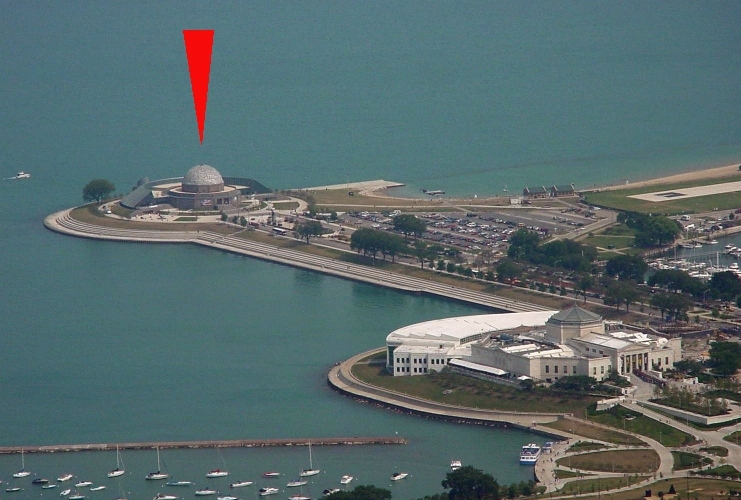
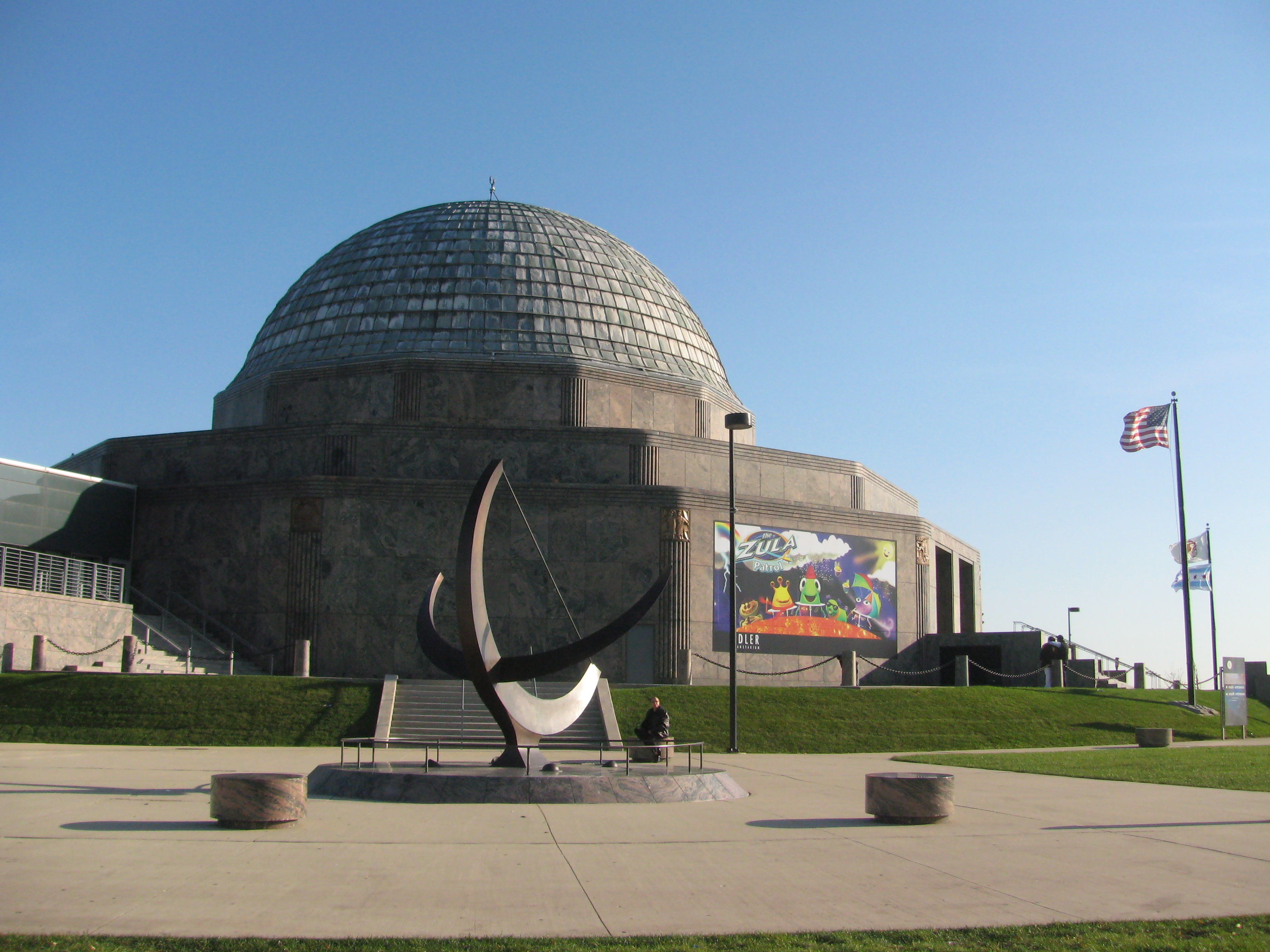
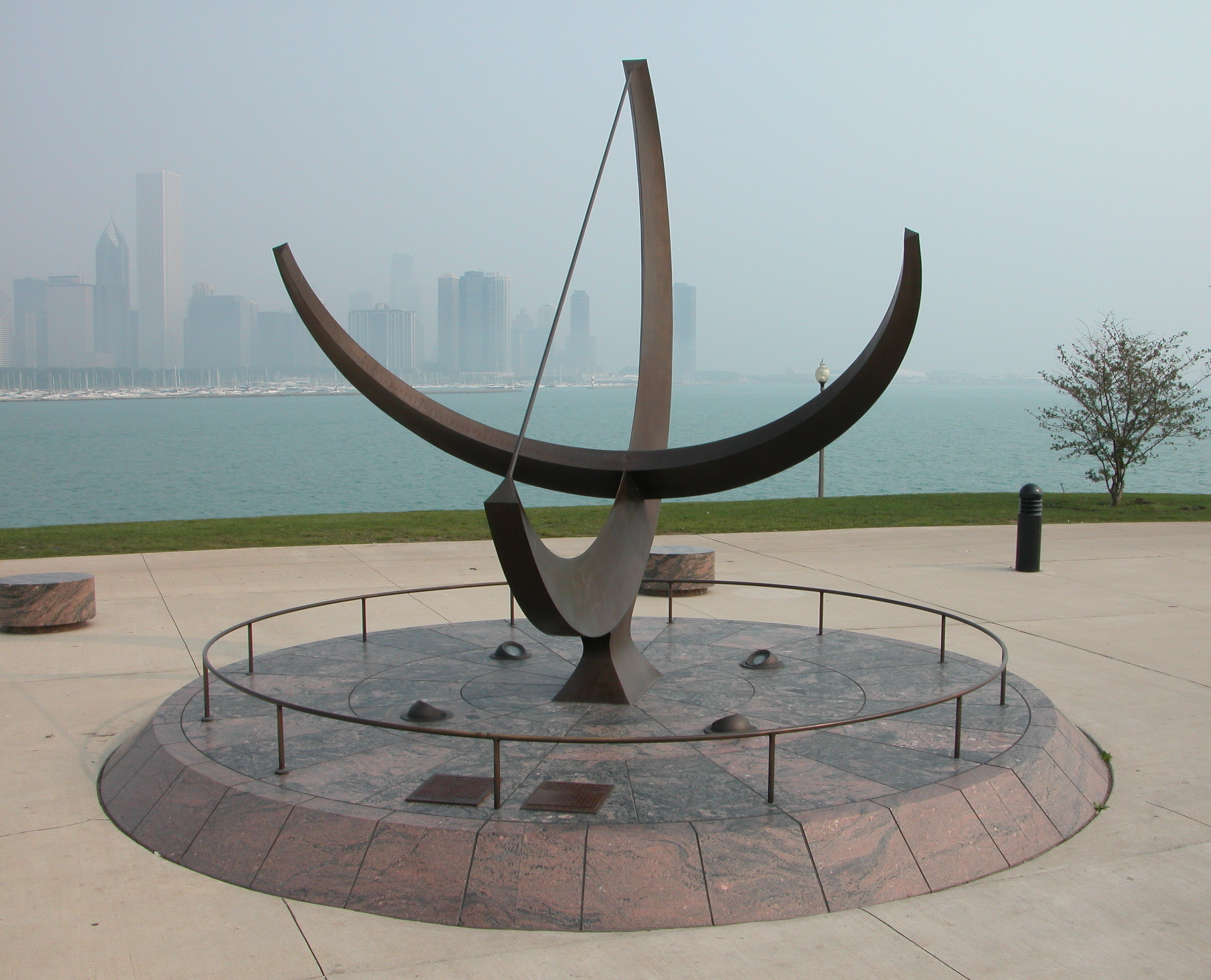
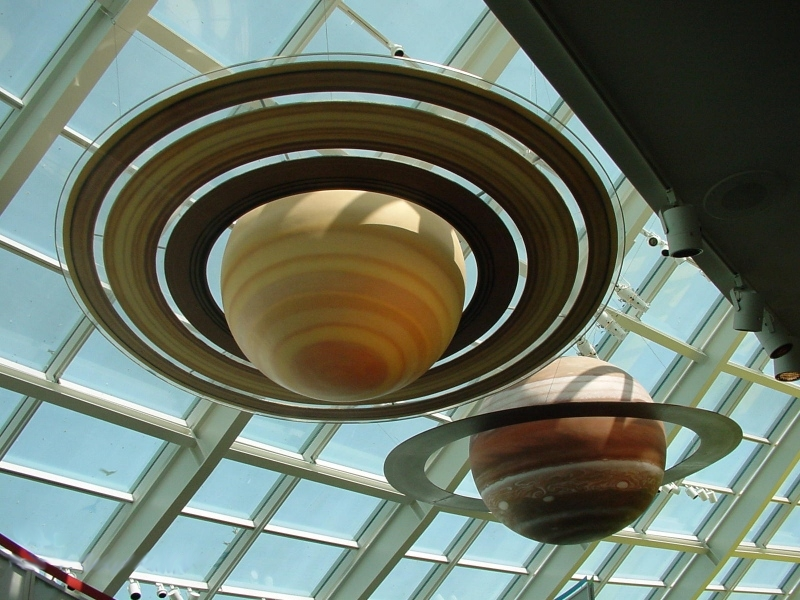
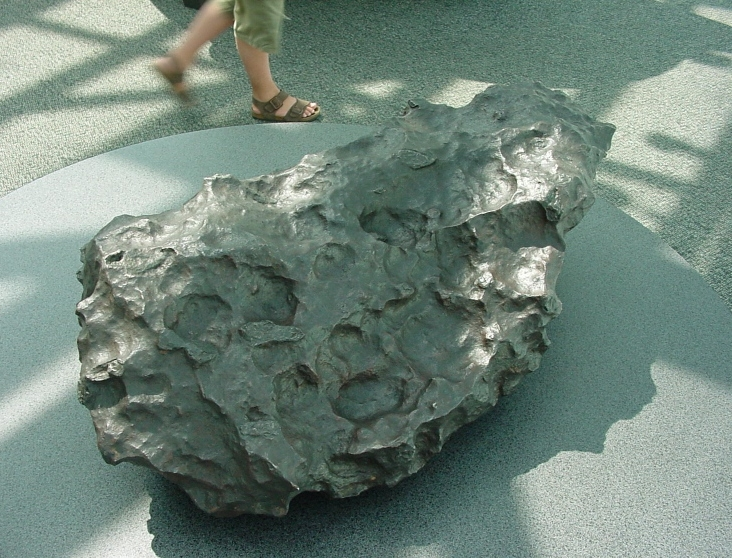
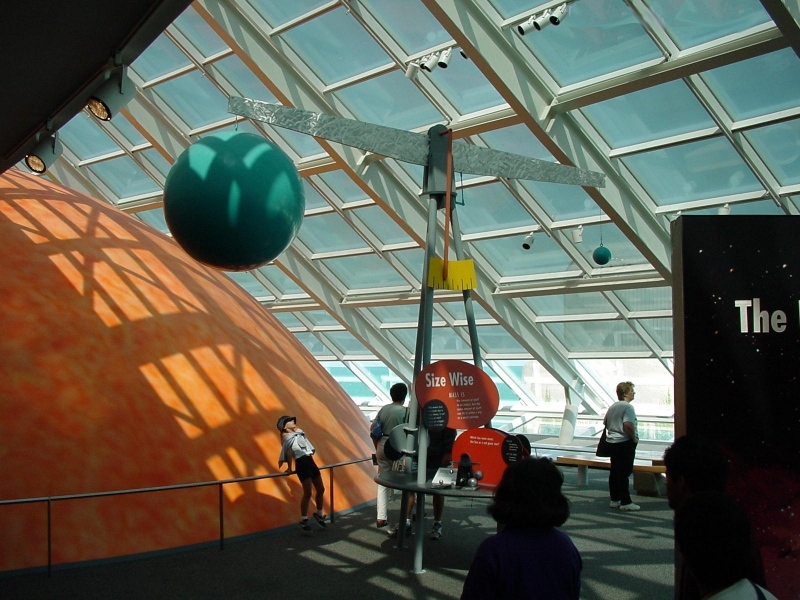
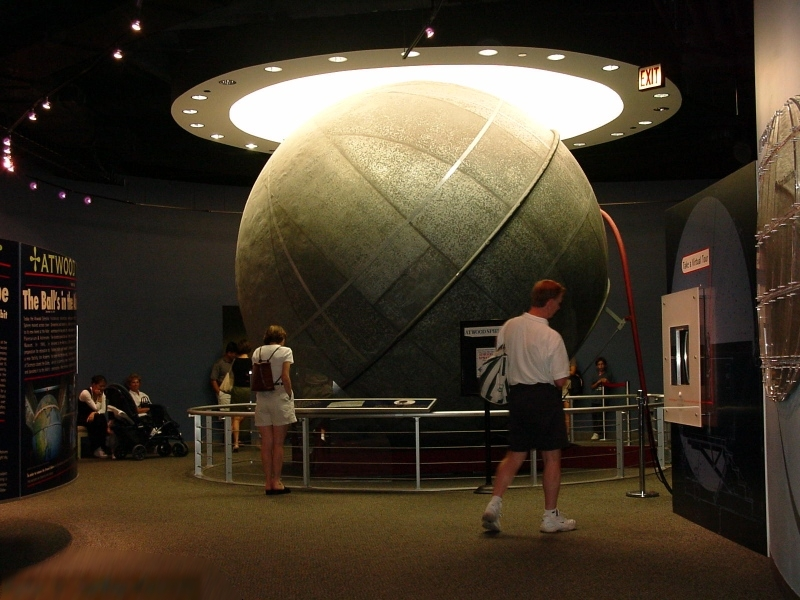
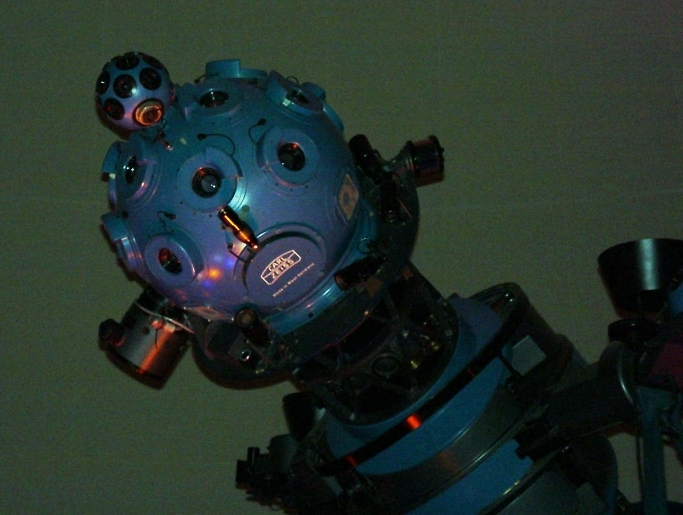
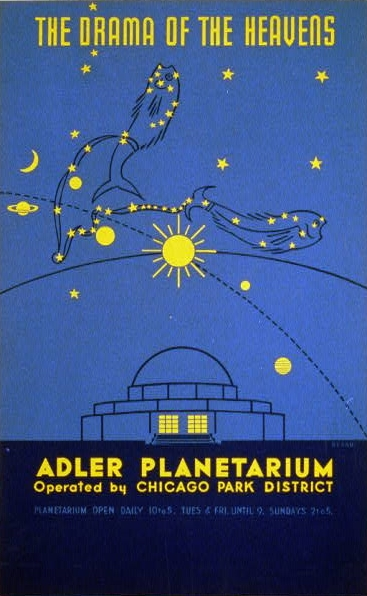
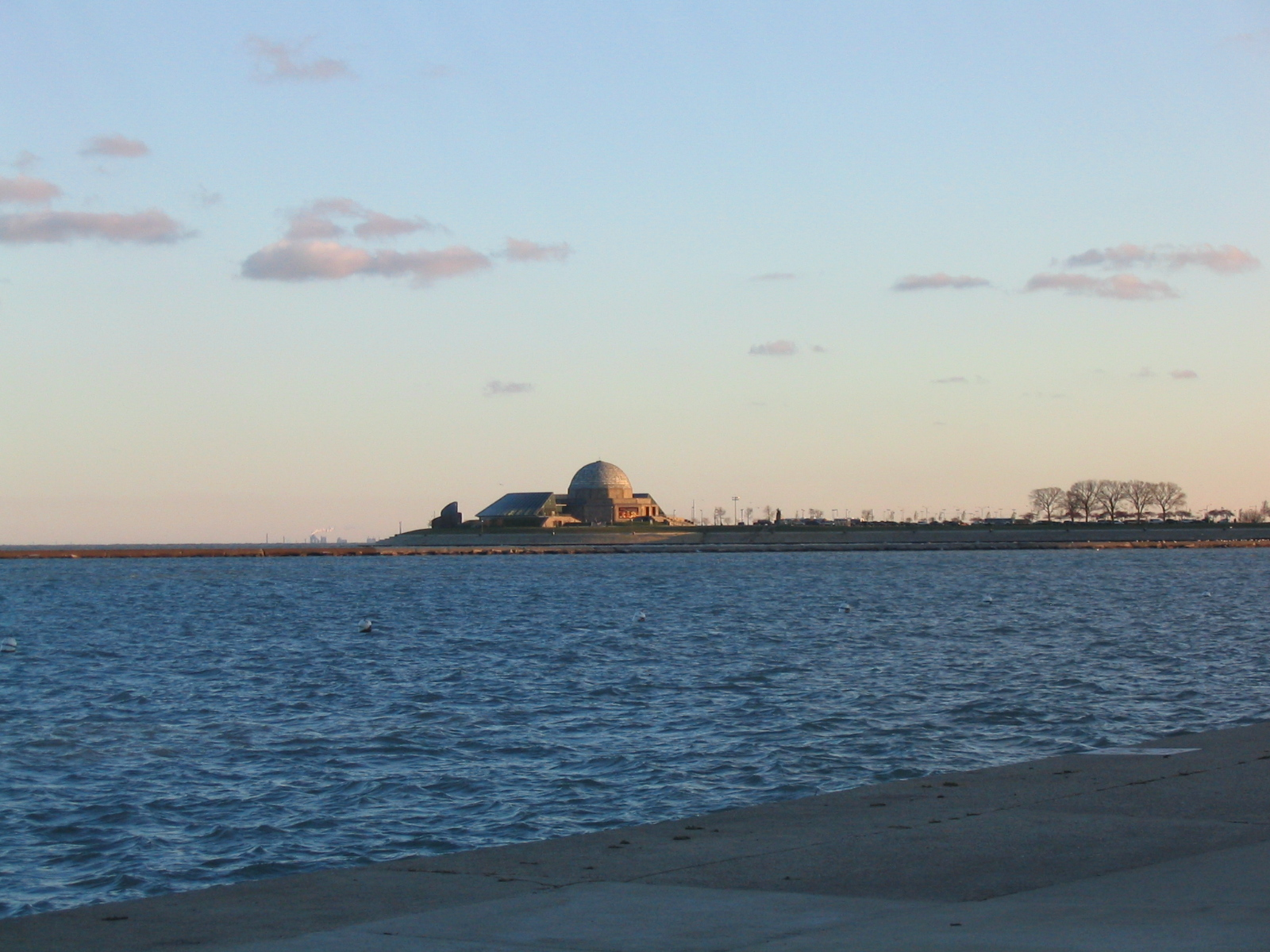